# Казахско-калмыцкие отношения
Казахско-калмыцкие отношения — связи между казахскими родами Младшего жуза и волжскими калмыками в XVII-XVIII веках.

## История
В 1680-е годы калмыцкий хан Аюка обратил своё внимание на восток и предпринял военный поход на казахов и туркменов, сделав их своими данниками. Часть мангышлакских туркменов была переселена Аюкой в Поволжье. Абулхаир, ставший впоследствии ханом в Младшем жузе, в честь себе ставил служить при его дворе.
Во время нашествия 1723—1725 годов, джунгары завоевали присырдарьинские города и дошли до Аральского моря. Часть родов Младшего жуза и каракалпаков ушла в пределы Хивинского и Бухарского ханств, другие перекочевали на запад, к границам России, Здесь они потеснили российских подданных калмыков и башкир, занимавших земли вдоль рек Илек, Эмба, Тобол, Ишим. 
После принятия частью казахов Младшего жуза покровительства России в 1731 году военные столкновения с волжскими калмыками не прекращались. Этому способствовала и политика нового Оренбургского генерал-губернатора И. И. Неплюева, постоянно сталкивающего калмыков и казахов. 
11 мая 1732 года приехали к Абулхаиру послы от калмыцких тайшей Дорджи Назарова и его сына Лобжи, причем толенгит султана Нуралы тайно сообщил Тевкелеву о том., что эти послы намерены возмущать, «...чтобы он, Абулхаир хан, вся Киргис-кайсацкая орда... стали воевать российские городы». На следующий день хан срочно вызвал к себе Тевкелева и передал ему письмо от калмыцких тайшей, доставленное послами.
Ссылаясь на сообщение послов, Абулхаир рассказывал, что Дорджи Назаров и Лобжа в ссоре с сыном калмыцкого хана Церен-Дондуком, во время военного столкновения с которым Дорджи Назаров побил значительное количество его, войска и захватил много пленных. Послы рассказали также хану о том, что Лобжа во время этой схватки одержал победу и над русским войском, посланным на помощь Церен-Дондуку в количестве 20 тыс. человек. В то же время послы сообщили и о намерении Дорджи Назарова «жить с Абулхаир ханом мирно», с тем, «чтобы русские города воевать вместе».
24 апреля 1744 года он выдал специальную грамоту калмыцкому правителю Дондук Даши, в которой позволял использовать необходимое вооружение для войны с казахами и забирать себе всю военную добычу. В середине XVIII века, казахско-калмыцкая граница проходила по реке Яик.
После того как в 1755—1758 годах Цинская империя уничтожила Джунгарское ханство. Волжские калмыки, не выдержав усиливавшегося давления России, вернулись в Джунгарию. Освободившиеся земли от калмыков в 1801—1804 годах российское правительство переселило казахов Младшего жуза, где была образована Букеевская Орда.